# Cornelis Constantijn van Valkenburg (1764-1847)
Cornelis Constantijn van Valkenburg, heer van Drongelen en in Callantsoog (Haarlem, 6 januari 1764 - aldaar, 26 januari 1847) was onder andere burgemeester van Haarlem.

## Familie
Van Valkenburg, lid van de familie Van Valkenburg, was een zoon van Mattheus Willem van Valkenburg, heer in Callantsoog, (1718-1784), vroedschap, schepen en burgemeester van Haarlem en van diens tweede echtgenote Christina Wijnanda le Leu de Wilhem (1724-1777), dochter van Constantijn le Leu de Wilhem, heer van Drongelen. Hij trouwde in 1785 met Margaretha Helena Ferdinanda des H.R.Rijksbarones van Friesheim (1766-1810) en in 1813 met Charlotte Jacoba barones van Heeckeren van de Wiersse (1783-1870). Uit het eerste huwelijk werd een na een maand in 1786 overleden zoon geboren, uit het tweede huwelijk kwamen zes kinderen voort.

## Loopbaan
Van Valkenburg promoveerde in de rechten in Leiden in 1784. In 1785 trouwde hij met de dochter van een eveneens Haarlemse regent, schepen en vroedschap van Haarlem. Vanaf 1795 was hijzelf schepen van Haarlem, daarna raad en van 1816 tot 1824 een van de drie burgemeesters van Haarlem, tegelijkertijd met David Hoeufft die na 1824 als enige burgemeester aanbleef. Toen in 1824 een College van (één) burgemeester en wethouders aantrad werd hij van toen af lid van de raad en wethouder in zijn geboortestad. In 1814 was hij ook lid van de Vergadering van Notabelen. Hij overleed in zijn geboortestad in 1847.
- Biografisch Portaal: 06361747
- International Standard Name Identifier: 0000 0003 9118 269X
- Nederlandse Thesaurus van Auteursnamen: 302563237
- Parlement.com: vg09llx426sp
- Virtual International Authority File: 284938623
- WorldCat: E39PBJptX3mB7df6X6m99BqbBP